# Chmieleń Wielki
Chmieleń Wielki is een plaats in het Poolse district  Przasnyski, woiwodschap Mazovië. De plaats maakt deel uit van de gemeente Krzynowłoga Mała en telt 130 inwoners.